# 小島仁三郎
小島仁三郎（1872年—？），日本埼玉縣人，臺灣日治時期政治人物。

## 生平

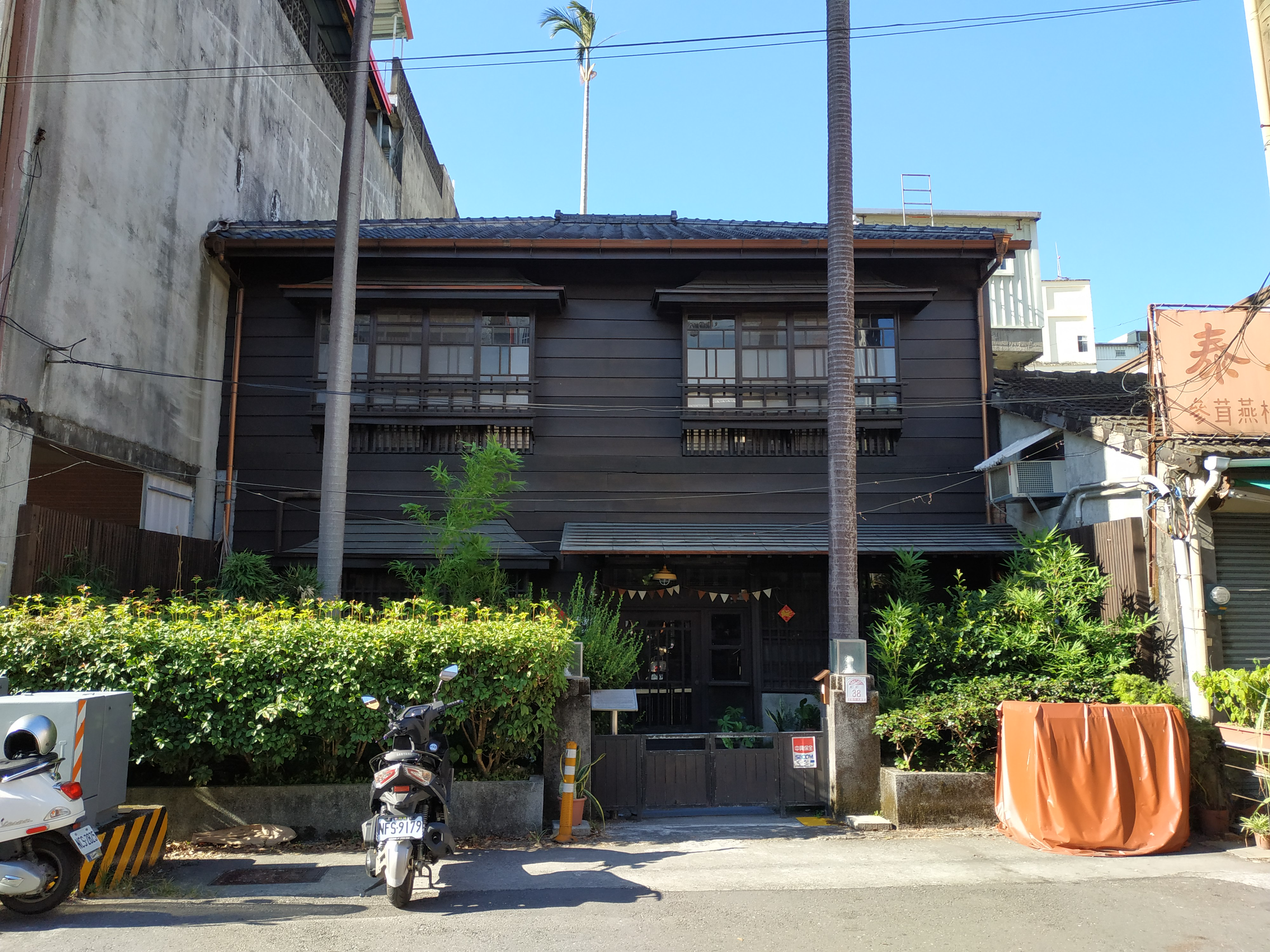
舊宜蘭菸酒賣捌所

小島仁三郎1872年生於今埼玉縣北足立郡，來臺後，於1901年5月擔任宜蘭廳警部補，翌年擔任宜蘭廳羅東支廳警部補，1903年擔任頭圍支廳警部補。1905年11月擔任宜蘭廳警部，1906年擔任叭哩沙支廳長、叭哩沙支廳警部及叭哩沙支廳屬。1908年12月15日，其率領通譯、警部補萩原榮袈裟及8名巡查，首度前往泰雅族部落「溪頭群」探險，並由技手財津久平及30名原住民壯丁擔任嚮導，調查各部落的位置、地形、附近的溪流分佈、森林、礦物地層、山勢。1910年4月，與宜蘭廳警部坂井時彥赴太魯閣族部落「陶塞群」（Tausa）探險。
1914年擔任宜蘭廳蕃務課警部。1916年敘從七位，同年十月擔任羅東支廳長，1917年擔任羅東支廳警部，三年後擔任蘇澳郡守及蘇澳郡警視，並敘高等官八等。1920年獲授六等瑞寶章，1922年擔任大溪郡守及大溪郡警視。1927年1月獲授五等瑞寶章，同年3月擔任屏東郡守，翌年9月擔任臺中市尹，1930年3月離職，1929年3月獲敘正六位。1931年擔任宜蘭街街長，1933年12月辭職。1935年擔任宜蘭街協議會員。
1934年7月擔任宜蘭區煙草賣捌人，之後在1937年12月至次年8月間建造煙草賣捌所，作為販售煙草、酒品之處，同時也是自己的住家。戰後該建築被臺灣省政府財政廳接收，成為臺灣省水利局（今經濟部水利署）宜蘭工程處主管宿舍，2003年6月12日獲宜蘭縣政府指定為縣定古蹟。